# Срећна породица
Срећна породица је југословенски филм сниман 1979. а премијерно емитован 27. фебруара 1980. године. Режирао га је Гордан Михић који је написао и сценарио.

## Радња
Стручњак за кукуруз је често на путу због посла којим се бави, али добро зарађује. Живи са супругом, четворо деце и њиховим ујаком, неожењеним братом своје супруге. Ујак се углавном бави децом, док њихова мајка време проводи у куповинама и на часовима тениса. Инструктор тениса показује наклоност према њој, што она користи ангажујући га као носача. Ујак наслеђује мачора од тетке из провинције, након чега је принуђен да за њега потражи и мачје друштво, којом приликом неочекивано пронађе и своју животну сапутницу.

## Улоге
| Глумац                | Улога                        |
| --------------------- | ---------------------------- |
| Вера Чукић            | мама                         |
| Војислав Брајовић     | тата                         |
| Зоран Радмиловић      | ујак                         |
| Ивана Михић           | ћерка                        |
| Слободан Алигрудић    | возач                        |
| Павле Анагности       | комшија                      |
| Добрила Ћирковић      | комшиница                    |
| Милан Гутовић         | инструктор тениса            |
| Миодраг Андрић        | полазник курса тениса        |
| Мира Пеић             | полазница курса тениса       |
| Олга Познатов         | полазница курса тениса       |
| Жижа Стојановић       | полазница курса тениса       |
| Мира Бањац            | полицијски инспектор         |
| Дара Чаленић          | комшиница инструктора тениса |
| Бранко Цвејић         | ујаков колега                |
| Гордана Марић         | власница мачке               |
| Оливера Марковић      | жена у телефонској говорници |
| Предраг Милинковић    | поштар                       |
| Данило Бата Стојковић | пословођа стоваришта         |
| Драган Зарић          | продавац на пијаци           |
| Љубомир Ћипранић      | носач                        |
| Звонко Јовчић         |                              |
| Мирослава Бобић       |                              |
| Горјана Јањић         |                              |